# Мемеши
Меме́ши (чув. Мемеш) — деревня в Чебоксарском районе Чувашской Республики. Входит в состав Кшаушского сельского поселения.

## География
Находится в северной части Чувашии на расстоянии приблизительно 11 км на запад по прямой от районного центра поселка Кугеси.

## История
Известна с 1795 года как выселок деревни Первая Пихтулина (ныне село Ишлеи) с 23 дворами. В 1859 году 35 дворов, 193 жителя, 1906 — 50 дворов, 234 жителя, 1926 — 45 дворов, 226 жителей, 1939—225 жителей, 1979—251. В 2002 году было 50 дворов, 2010 — 49 домохозяйств. В период коллективизации образован колхоз «Серп и молот», в 2010 году работало ФГУП "Учебно-опытное хозяйство «Приволжское».

## Население
Постоянное население составляло 141 человек (чуваши 98 %) в 2002 году, 154 в 2010.